# Episodi di Ben Casey (terza stagione)
La terza stagione della serie televisiva Ben Casey è andata in onda negli Stati Uniti dal 9 settembre 1963 al 22 aprile 1964 sulla ABC.
| nº | Titolo originale                                     | Titolo italiano | Prima TV USA      | Prima TV Italia |
| -- | ---------------------------------------------------- | --------------- | ----------------- | --------------- |
| 1  | For This Relief, Much Thanks                         |                 | 9 settembre 1963  |                 |
| 2  | Justice to a Microbe                                 |                 | 18 settembre 1963 |                 |
| 3  | With the Rich and Mighty, Always a Little Patience   |                 | 25 settembre 1963 |                 |
| 4  | Allie                                                |                 | 2 ottobre 1963    |                 |
| 5  | If There Were Dreams to Sell                         |                 | 9 ottobre 1963    |                 |
| 6  | The Echo of a Silent Cheer (1)                       |                 | 16 ottobre 1963   |                 |
| 7  | The Echo of a Silent Cheer (2)                       |                 | 23 ottobre 1963   |                 |
| 8  | Little Drops of Water, Little Grains of Sand         |                 | 30 ottobre 1963   |                 |
| 9  | Light Up the Dark Corners                            |                 | 6 novembre 1963   |                 |
| 10 | Six Impossible Things Before Breakfast               |                 | 13 novembre 1963  |                 |
| 11 | Fire in a Sacred Fruit Tree                          |                 | 20 novembre 1963  |                 |
| 12 | Dispel the Black Cyclone That Shakes the Throne      |                 | 27 novembre 1963  |                 |
| 13 | My Love, My Love                                     |                 | 4 dicembre 1963   |                 |
| 14 | From Too Much Love of Living                         |                 | 11 dicembre 1963  |                 |
| 15 | It Is Getting Dark... and We Are Lost                |                 | 18 dicembre 1963  |                 |
| 16 | The Last Splintered Spoke on the Old Burlesque Wheel |                 | 25 dicembre 1963  |                 |
| 17 | The Light that Loses, the Night that Wins            |                 | 1º gennaio 1964   |                 |
| 18 | I'll Get on My Ice Flow and Wave Goodbye             |                 | 8 gennaio 1964    |                 |
| 19 | The Only Place Where They Know My Name               |                 | 15 gennaio 1964   |                 |
| 20 | There Was Once a Man in the Land of Uz               |                 | 22 gennaio 1964   |                 |
| 21 | One Nation Indivisible                               |                 | 29 gennaio 1964   |                 |
| 22 | Goodbye to Blue Elephants and Such                   |                 | 5 febbraio 1964   |                 |
| 23 | The Bark of a Three-Headed Hound                     |                 | 12 febbraio 1964  |                 |
| 24 | The Sound of One Hand Clapping                       |                 | 19 febbraio 1964  |                 |
| 25 | A Falcon's Eye, a Lion's Heart, and a Girl's Hand    |                 | 26 febbraio 1964  |                 |
| 26 | The Lonely Ones                                      |                 | 4 marzo 1964      |                 |
| 27 | Keep Out of Reach of Adults                          |                 | 11 marzo 1964     |                 |
| 28 | Dress My Doll Pretty                                 |                 | 18 marzo 1964     |                 |
| 29 | Onions and Mustard Seed Will Make Her Weep           |                 | 25 marzo 1964     |                 |
| 30 | Make Me the First American                           |                 | 1º aprile 1964    |                 |
| 31 | Heap Logs and Let the Blaze Laugh Out                |                 | 8 aprile 1964     |                 |
| 32 | For a Just Man Falleth Seven Times                   |                 | 15 aprile 1964    |                 |
| 33 | Evidence of Things Not Seen                          |                 | 22 aprile 1964    |                 |

## For This Relief, Much Thanks
- Titolo originale: For This Relief, Much Thanks
- Diretto da: Sydney Pollack
- Scritto da: Steven W. Carabatsos e John T. Dugan

### Trama
- Guest star: Scott Marlowe (Jason Landros), Sheree North (Lisa Adams), Michael Pataki (Alex Landros), Millie Perkins (Helena Adams), Eduard Franz (dottor Edward Raymer), Paul Richards (dottor McKinley Thompson), Oskar Homolka (Papa Landros), Kevin Brodie (Billy Regis)
- Il personaggio del dottor McKinley Thompson innescherà la serie televisiva Breaking Point.

## Justice to a Microbe
- Titolo originale: Justice to a Microbe
- Diretto da: Leo Penn
- Scritto da: Jack Guss

### Trama
- Guest star: Paul Comi (dottor Clifton Andrews), Betsy Jones-Moreland (dottor Doris Kane), Erin O'Donnell (Agnes), Nancy Rennick (dottor Alice Gray), James Caan (dottor Keith Gregory), Robert Loggia (dottor Mike Rosario), Míriam Colón (Eva Rosario), Marcelle Herbert (Mrs. Harper)

## With the Rich and Mighty, Always a Little Patience
- Titolo originale: With the Rich and Mighty, Always a Little Patience
- Diretto da: Paul Wendkos
- Scritto da: Norman Katkov

### Trama
- Guest star: Fred Beir (Tommy Barker), Anne Francis (Penny Shattuck), David Bond (Jonathan), Frank Aletter (dottor Dick Miller), John Zaremba (dottor Harold Jensen), Henry Corden (Leonard)

## Allie
- Titolo originale: Allie
- Diretto da: Leo Penn
- Scritto da: Barry Oringer

### Trama
- Guest star: James Waters (Sheridan), Nick Stewart (proprietario), Rupert Crosse (cliente), Frankie Ford (Joe), Sammy Davis, Jr. (Allie Burns), Greg Morris (dottor Felix Martin), Isabel Cooley (Doris Burns), Ken Lynch (Riley Belmont), Joel Fluellen (Pete), Annazette Williams (cameriera), Maidie Norman (barista), Walter Janowitz (Bogrov), Lillian Randolph (madre)

## If There Were Dreams to Sell
- Titolo originale: If There Were Dreams to Sell
- Diretto da: Mark Rydell
- Scritto da: Gabrielle Upton

### Trama
- Guest star: Kay Medford (Jean Smith), Suzanne Somers (Callie Smith), Cecil Kellaway (nonno Murdock), Joseph Mell, Bill Erwin, Jack Clinton

## The Echo of a Silent Cheer (1)
- Titolo originale: The Echo of a Silent Cheer (1)
- Diretto da: Leo Penn
- Scritto da: William P. McGivern

### Trama
- Guest star: Stanja Lowe (Julie Masterson), Tim McIntire, John Zaremba (dottor Harold Jensen), Don Gazzaniga (Henry), Midge Ware (Polly Dillworth), Don Spruance (dottor Robert Ward), Barry Sullivan (David Masterson), Beau Bridges (Lawrence Masterson), Carole Wells (Laura Swanson), Carolyn Kearney (Carol Masterson)

## The Echo of a Silent Cheer (2)
- Titolo originale: The Echo of a Silent Cheer (2)
- Diretto da: Leo Penn
- Scritto da: William P. McGivern

### Trama
- Guest star: Barry Sullivan (David Masterson), John Zaremba (dottor Harold Jensen), Carole Wells (Laura Johnson), Beau Bridges (Lawrence Masterson), Tim McIntire

## Little Drops of Water, Little Grains of Sand
- Titolo originale: Little Drops of Water, Little Grains of Sand
- Diretto da: Richard C. Sarafian
- Scritto da: Lester Pine

### Trama
- Guest star: Clint Howard, John Lawrence, Norma Crane (Renee Alusik), Sidney Clute, Aldo Ray (Frank Alusik), John Anderson (Kranz), Harry Townes (dottor Swing), Wayne Heffley, Howard Caine

## Light Up the Dark Corners
- Titolo originale: Light Up the Dark Corners
- Diretto da: Mark Rydell
- Scritto da: Jeanne Beeching

### Trama
- Guest star: Jan Shutan, Piper Laurie (Kathleen Dooley), Don Spruance (dottor Robert Ward), J. Pat O'Malley (Deenie), Richard Basehart (Mark Cassidy), Leonard P. Geer, Jack Perkins

## Six Impossible Things Before Breakfast
- Titolo originale: Six Impossible Things Before Breakfast
- Diretto da: Irving Lerner
- Scritto da: Don Brinkley

### Trama
- Guest star: Henry Scott (sergente Johnson), Ricardo Montalbán (Henry Davis), Logan Ramsey (tenente Eberhardt), Dorothy Scott (Beth), James Best (Simon Waller), Dorothy Rice (Marcia Hansen)

## Fire in a Sacred Fruit Tree
- Titolo originale: Fire in a Sacred Fruit Tree
- Diretto da: Robert Butler
- Scritto da: Anthony Lawrence

### Trama
- Guest star: Robert Sampson (Dwight Frazier), Svea Grunfeld (Vida Rucheck), Peter Hobbs (dottor Milton Carruthers), Byron Morrow (dottor Elliott Addams), John Zaremba (dottor Harold Jensen), Dean Jones (dottor Richard Connell), Ulla Jacobsson (Anna Rucheck)

## Dispel the Black Cyclone That Shakes the Throne
- Titolo originale: Dispel the Black Cyclone That Shakes the Throne
- Diretto da: Vince Edwards
- Scritto da: Alvin Sargent

### Trama
- Guest star: Eileen Heckart (Polly Jenks), Mary Astor (Clorissa Rose Jenet), Wilton Graff (dottor Amos Roper), Luana Anders (Ann Bentley), James Dunn (Eric Bender)

## My Love, My Love
- Titolo originale: My Love, My Love
- Diretto da: Richard C. Sarafian
- Scritto da: William Wood
- Scritto da: Eugene Solow

### Trama
- Guest star: Barry Nelson (dottor Joe Garry), Anjanette Comer (Junie Farrar), Anna Lisa (Tess Gerry), Robert Harland (dottor Albert Rogers)

## From Too Much Love of Living
- Titolo originale: From Too Much Love of Living
- Diretto da: Mark Rydell
- Scritto da: Norman Jacob

### Trama
- Guest star: Nancy Howard, Ruth White, Barbara Rush (Eileen Pryor), Peter Mark Richman, Moria Turner

## It Is Getting Dark... and We Are Lost
- Titolo originale: It Is Getting Dark... and We Are Lost
- Diretto da: Leo Penn
- Scritto da: Jack Laird e Teddi Sherman

### Trama
- Guest star: Nesdon Booth, Kathy Willow, Robert Webber (Slim), Ann Jillian (Penny Fletcher), Bert Freed (detective Bradley), Gene Lyons (Bradford Fletcher), Robert Knapp, Jan Peters

## The Last Splintered Spoke on the Old Burlesque Wheel
- Titolo originale: The Last Splintered Spoke on the Old Burlesque Wheel
- Diretto da: Robert Butler
- Scritto da: Al C. Ward

### Trama
- Guest star: George Grizzard (Jonas King), Maggie McNamara (Dede Blake), Russ Bender (Martin), Sara Taft (Martha Claudius), Paul Sorenson (Worker)

## The Light that Loses, the Night that Wins
- Titolo originale: The Light that Loses, the Night that Wins
- Diretto da: Irving Lerner
- Scritto da: Oliver Crawford

### Trama
- Guest star: Dana Andrews (dottor Ernest Farrow), Don Spruance (dottor Robert Ward), Lillian Adams (Mrs. Keller), Peggy McCay (Doris Farrow), Ray Calvin (Bell)

## I'll Get on My Ice Flow and Wave Goodbye
- Titolo originale: I'll Get on My Ice Flow and Wave Goodbye
- Diretto da: Mark Rydell
- Scritto da: Fred Freiberger

### Trama
- Guest star: Morgan Brittany, Joseph Buloff (Milos Kirgo), Bert Freed (Edward Benton), Lee Krieger (tassista), Garry Walberg (Peter Beldon), Charlie Ruggles (Victor Harmon), Norman Fell (Arnold Helpert), Rachel Ames (Ethel Beldon)

## The Only Place Where They Know My Name
- Titolo originale: The Only Place Where They Know My Name
- Diretto da: Irving Lerner
- Scritto da: Lionel E. Siegel

### Trama
- Guest star: Ken Tilles (Mooney Basie), Richard Bull (dottor Jack Taylor), Peter Virgo (James Cottie), Michael Higgins (dottor Roger O'Hara), Phil Harris (Clarence Simmons), Jane Dulo (Miss Healy), Bek Nelson (Christine Stevens), Ruth Foster (Miss Fleming)

## There Was Once a Man in the Land of Uz
- Titolo originale: There Was Once a Man in the Land of Uz
- Diretto da: Charles Rondeau
- Scritto da: Anthony Lawrence

### Trama
- Guest star: Robert Walker, Jr. (Larry Franklin), James Gregory (Edward Franklin), Royal Dano (Morris Harper), Leslie Wales (Holly Harper)

## One Nation Indivisible
- Titolo originale: One Nation Indivisible
- Diretto da: Leo Penn
- Scritto da: Norman Katkov
- Scritto da: Marcus Demian

### Trama
- Guest star: Don Kelly (George Zybysko), Grant Lockwood (Larry Newman), William Challee (Mike Stile), Barry Russo (Jack Phillips), Richard Bull (dottor Jack Taylor), Jane Dulo (Miss Healy), Ned Glass (Whitey Morgan), Michael Higgins (dottor Roger O'Hara), Charles Irving (sindaco), Bek Nelson (Christine Stevens), Shary Richards (Doris), Susan Gordon (Susan Whitman), Michael Conrad (Rocky Courtney), Joe Turkel (Robert Smith), Ann Carroll (Ellen Whitman), George Shabata (dottor Max Baker), Joel Fluellen (Charles Bennett Crane), Mercedes Shirley (Laura Smith), Mack Williams (Frank Williams)

## Goodbye to Blue Elephants and Such
- Titolo originale: Goodbye to Blue Elephants and Such
- Diretto da: Leo Penn
- Scritto da: Jeanne Beeching

### Trama
- Guest star: Elisabeth Fraser (Marilee Connors), Paul Lambert (tenente Bowers), Len Felber (sergente Jacobs), Kay Cousins Johnson (Gloria), Davey Davison (Kathy Evans), James T. Callahan (Larry McKay), Virginia Christine (Rose Evans), Athena Lorde (Mrs. Winship)

## The Bark of a Three-Headed Hound
- Titolo originale: The Bark of a Three-Headed Hound
- Diretto da: Harmon Jones
- Scritto da: Meyer Dolinsky

### Trama
- Guest star: Sally Kellerman (Elaine Storm), Bradford Dillman (Link Hansen), Jeff Morris (Art Stone), S. John Launer (Wilson Hornaby), Guy De Vestel (cameriere)

## The Sound of One Hand Clapping
- Titolo originale: The Sound of One Hand Clapping
- Diretto da: Leo Penn
- Scritto da: Michael Zagor

### Trama
- Guest star: Pilar Seurat (Li Herrick), Davis Roberts, Robert Culp (Neil Herrick), Richard Evans (Jonathan Taylor), Milton Selzer (dottor Barnaby Taylor), Patsy Garrett

## A Falcon's Eye, a Lion's Heart, and a Girl's Hand
- Titolo originale: A Falcon's Eye, a Lion's Heart, and a Girl's Hand
- Diretto da: Mark Rydell
- Scritto da: Barry Oringer

### Trama
- Guest star: George Petrie, Abraham Sofaer, John Zaremba (dottor Harold Jensen), Harry Guardino, Robert F. Simon

## The Lonely Ones
- Titolo originale: The Lonely Ones
- Diretto da: Leo Penn
- Scritto da: Richard Landau

### Trama
- Guest star: Cherylene Lee, Dick Balduzzi, Jill Ireland (Julie Carr), Sidney Clute, Dennis Crosby, Betsy Jones-Moreland, Lyle Sudrow

## Keep Out of Reach of Adults
- Titolo originale: Keep Out of Reach of Adults
- Diretto da: Harmon Jones
- Scritto da: William P. McGivern

### Trama
- Guest star: Loie Bridge (Teresa Carr), Joseph Hamilton (Jeff Smith), Louise Fitch (Miss Buchanan), Charity Grace (Miss Richards), Geraldine Brooks (Gwen Hamilton), Richard Kiley (dottor Paul Hamilton), Ward Wood (dottor Taylor), Willa Pearl Curtis (Amanda Carter)

## Dress My Doll Pretty
- Titolo originale: Dress My Doll Pretty
- Diretto da: Mark Rydell
- Scritto da: Paul Mason

### Trama
- Guest star: Betsy Hale (Emily Cooper), Mike Kellin (Kenneth), Frances Ray (Mrs. Miller), Hap Holmwood (Miller), Sheree North (Gloria Cooper), Kathleen Freeman, Jesse White (Barringer), Carol Anne Seflinger (Jancy Miller)

## Onions and Mustard Seed Will Make Her Weep
- Titolo originale: Onions and Mustard Seed Will Make Her Weep
- Diretto da: Charles Rondeau
- Scritto da: Lester Pine

### Trama
- Guest star: Virginia Eiler (Mrs. Koppelman), Noreen Corcoran (Audrey Kietner), Virginia Sale (Mrs. Gerstman), Keva Page (Sally Koppelman), Sibyl Collier (Marsha Bergler), Bill Erwin (Glenn Kietner)

## Make Me the First American
- Titolo originale: Make Me the First American
- Diretto da: Mark Rydell
- Scritto da: Anthony Lawrence

### Trama
- Guest star: Frank DeKova (John Whistler), Burt Brinckerhoff (Sean Embry), Mario Alcaide (Daniel Whistler)

## Heap Logs and Let the Blaze Laugh Out
- Titolo originale: Heap Logs and Let the Blaze Laugh Out
- Diretto da: Irving Lerner
- Scritto da: Chester Krumholz

### Trama
- Guest star: Strother Martin (Frank Geray), Gail Kobe (Laura Petit), Phil Brown (George Petit), Tom Greenway (Leonard Martin), John Zaremba (dottor Harold Jensen), Irene Dailey (Caroline Bullard), Charles Knox Robinson (Edward Bullard), William Phipps (Minister)

## For a Just Man Falleth Seven Times
- Titolo originale: For a Just Man Falleth Seven Times
- Diretto da: Vince Edwards
- Scritto da: Harry Rellis e Gilbert Ralston

### Trama
- Guest star: John Lodge (George Ferguson), Sam Gilman (Biggy Morgan), Jacques Roux (Joseph Charpino), Robert Patten (Carl Baxter), Lew Ayres (Thomas W. Hardin), Virginia Gregg (Elizabeth Hardin), Lee Grant (Deirdre Bassett), Richard Bakalyan (Abner Goetz), Sharon Farrell (Ellen Hardin), Jay Adler (Tiger Kelso), Cyril Delevanti (Justice Simms), Michael Abelar (Charlie Mendoza)

## Evidence of Things Not Seen
- Titolo originale: Evidence of Things Not Seen
- Diretto da: Irving Lerner
- Scritto da: John Meredyth Lucas

### Trama
- Guest star: Joby Baker, Ben Wright, Wilfrid Hyde-White, John Zaremba (dottor Harold Jensen), Katharine Ross, James Shigeta, Carl Benton Reid, Laurette Luez